# Аждархиды
Аждархи́ды (лат. Azhdarchidae) — семейство верхнемеловых птерозавров. В семейство включены некоторые из самых больших птерозавров. Отличие от других птеродактилей состоит в особом строении клюва и наличии маленького гребешка на затылке. Первооткрыватель семейства, российский палеонтолог Лев Александрович Несов, считал аждархид рыбоядными, однако некоторые, например, кетцалькоатли, могли питаться наземными динозаврами.

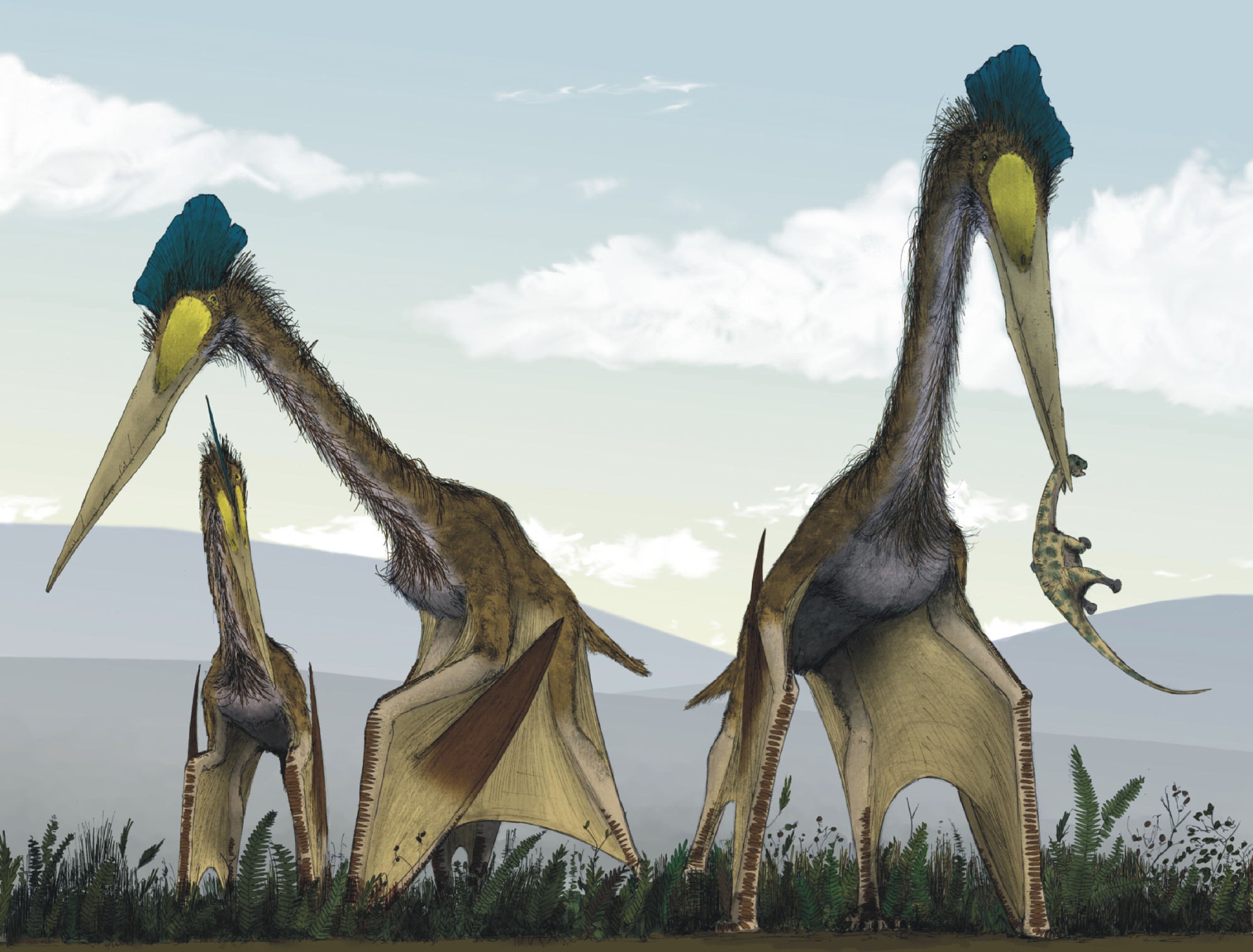
Кетцалькоатли, поедающие мелких динозавров

## Описание

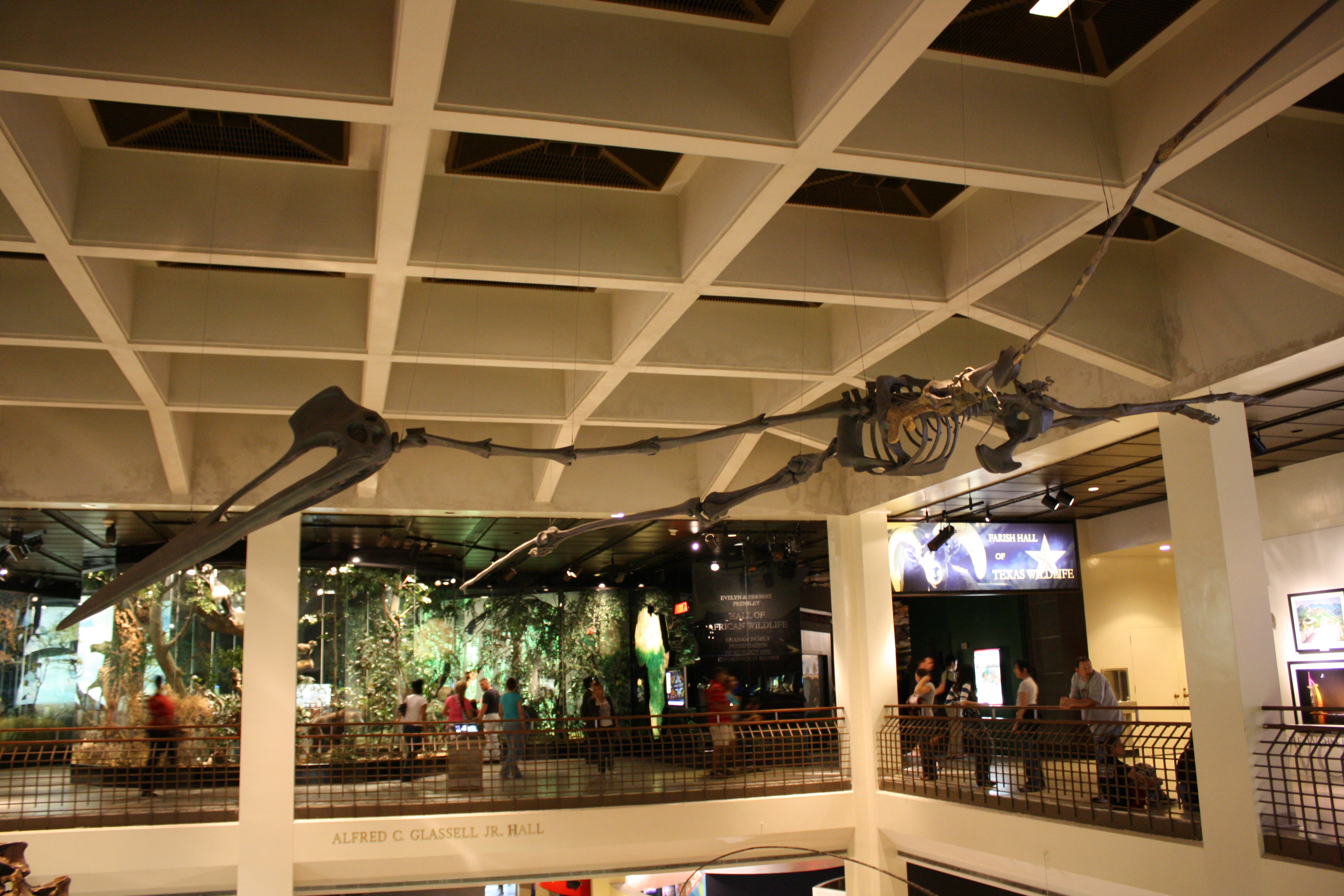
Скелет кетцалькоатля

В семейство аждархид объединяют беззубых длинношеих птерозавров, включая самых крупных летающих существ в истории нашей планеты. Размеры представителей семейства сильно разнились: от 1,6 м в размахе крыльев у аптского Eoazhdarcho до 3—4 м у турон-кампанских форм (Azhdarcho, Zhejiangopterus) и до 12 м и более у маастрихтских гигантов кетцалькоатля, хацегоптерикса и арамбургианы. Челюсти  аждархид намного длиннее, чем у тапеярид, и, как и у тапеярид, бо́льшую часть черепа занимало гигантское назоанторбитальное окно. Кетцалькоатль нёс высокий сагиттальный гребень, начинающийся на уровне задней половины назоанторбитального окна. У Zhejiangopterus гребня нет, но известные черепа принадлежат молодым животным, и гребень мог развиваться у более взрослых особей. Челюстной сустав спирального типа, что свидетельствует о наличии горлового мешка. Кетцалькоатль и Zhejiangopterus имеют самые полные скелеты среди известных аждархид.
Остатки птерозавров, определяемые ранее как относящиеся к семействам птеранодонтид и тапеярид, найденные в сеноманском ярусе местонахождения Кем-Кем в Марокко, принадлежат виду аждархид Alanqa saharica, а вид Eurazhdarcho langendorfensis, выделенный в 2013 году, является синонимом вида Hatzegopteryx thambema.

## Классификация
По данным сайта Paleobiology Database, на июль 2022 года в семейство включают 23 вымерших рода:
- Aerotitan Novas et al., 2012
- Alanqa Ibrahim et al., 2010
- Albadraco Solomon et al., 2020
- Aralazhdarcho Averianov, 2007
- Arambourgiania Nessov et al., 1987 — Арамбургиана
- Azhdarcho Nessov, 1984typus
- Bakonydraco Osi et al., 2005
- Bennettazhia Nessov, 1991
- Bogolubovia Nessov & Yarkov, 1989
- Chaoyangopterus Wang & Zhou, 2003
- Cryodrakon Hone et al., 2019
- Doratorhynchus Seeley, 1875
- Eoazhdarcho Lü & Ji, 2005
- Eurazhdarcho Vremir et al., 2013
- Hatzegopteryx Buffetaut et al., 2002 — Хацегоптерикс
- Mistralazhdarcho Vullo et al., 2018
- Montanazhdarcho Padian et al., 1995
- Navajodactylus Sullivan & Fowler, 2011
- Phosphatodraco Pereda Suberbiola et al., 2003
- Quetzalcoatlus Lawson, 1975 — Кетцалькоатль
- Thanatosdrakon Ortiz David et al., 2022
- Titanopteryx Arambourg, 1959
- Zhejiangopterus Cai & Wei, 1994

В 2020 году был описан новый материал Tethydraco Longrich et al., 2018, позволивший предположить, что этот род относится к аждархидам, а не к птеранодонтидам, как считалось ранее.

## Образ жизни

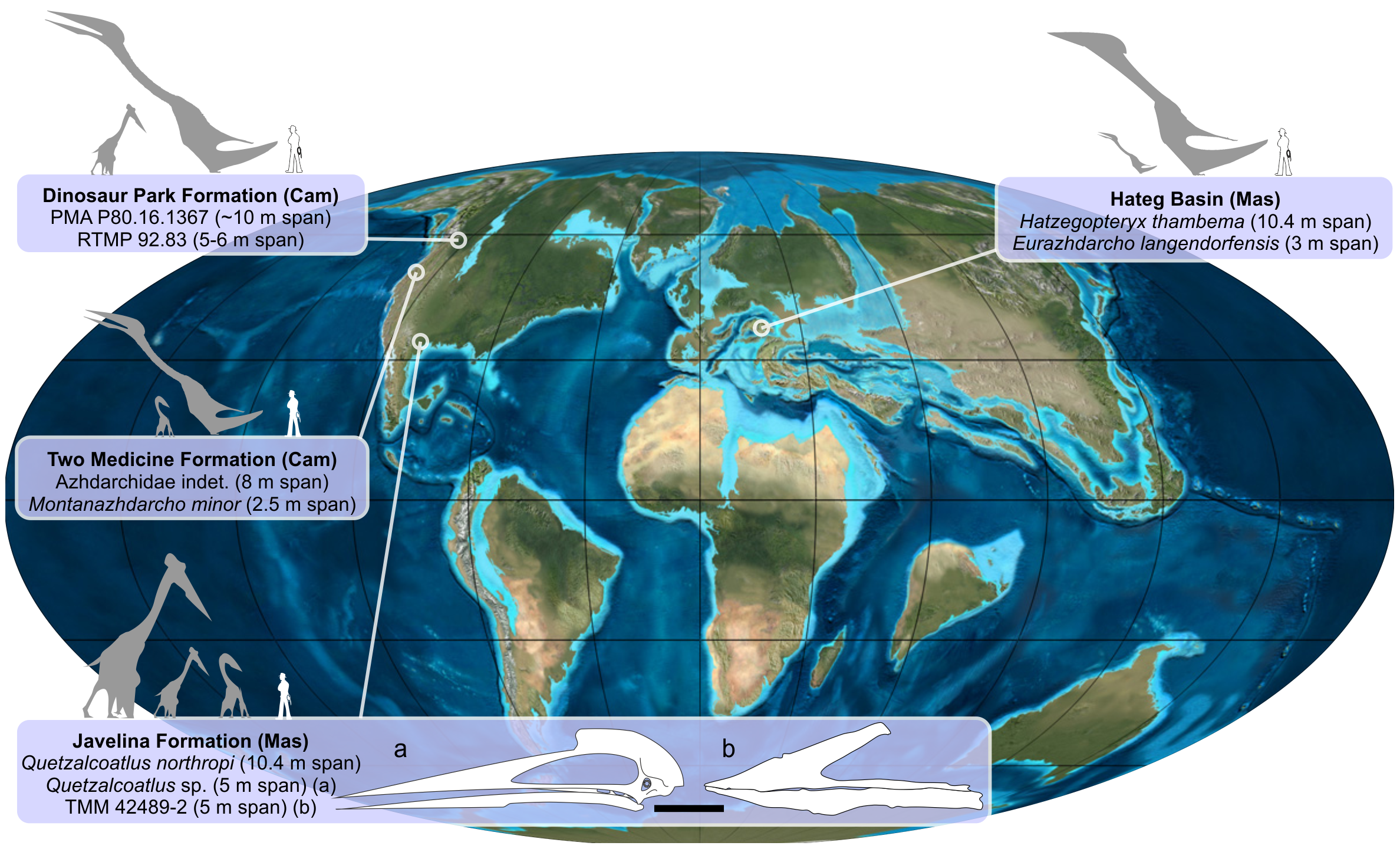
Ареал разных аждархид

По последним данным, аждархиды вели сухопутный образ жизни. На охоте стая аждархид внешним видом напоминала стадо жирафов. Ранее считалось, что они ловили рыбу, вылавливая её из воды на бреющем полёте. Но так как кости были найдены вдалеке от предполагаемой позднемеловой береговой линии, учёные сделали вывод, что аждархиды жили на суше. Они довольно легко передвигались на своих длинных ногах. Их большой клюв мог вмещать крупную добычу, а гибкая шея предназначалась для нагибания, чтобы забрать в рот пищу. Они поедали сухопутных динозавров размером с волка. В дополнение, они питались падалью. Маленькие стопы не были пригодны для ходьбы по мелководью, плавания или захвата рыбы когтями. Размах крыльев ящеров говорит о том, что они ловили восходящие потоки воздуха, чтобы парить. Находились они в воздухе недолгое время из-за своего веса, хотя кости этих птерозавров были полыми и лёгкими.